# Балбиши
Ба́лбиши (латыш. Balbiši) — населённый пункт в Резекненском крае Латвии. Административный центр Озолайнской волости. Находится у главной автодороги A13. Расстояние до города Резекне составляет около 8 км. По данным на 2018 год, в населённом пункте проживало 88 человек.

## История
В советское время населённый пункт носил название Озолайне и был центром Озолайнского сельсовета Резекненского района.
Балбиши был центром Озолайнской волости до 1994 года, после чего администрация переместилась в Бекши. В 2016 году Балбиши вновь стал волостным центром. Администрация разместилась в бывшем здании школы, закрывшейся из-за нехватки учеников.